# Министерство здравоохранения и социальных дел Швеции
Министерство здравоохранения и социальных дел Швеции несёт ответственность за политику, связанную с социальным обеспечением, сюда входит: финансовая безопасность, социальные услуги, медико-санитарная помощь, укрепление здоровья и прав детей и инвалидов.
В министерстве здравоохранения и социальных дел работает около 200 сотрудников. Около 20 из них являются политическими назначенцами. Министерство возглавляет министр здравоохранения и социальных дел, с 21 января 2019 года по настоящее время Лена Халленгрен. Ещё двое министров работают в министерстве: министр по делам пожилых людей и общественного здоровья, Мария Ларссон и министр социального обеспечения, Кристина Хусмарк.

## Агентства
- Медицинское Агентство медикаментов
- Шведский национальный совет медицинской ответственности
- Шведский Национальный фармацевтический совет
- Шведское Агентство Национальной специальной педагогической коррекционной поддержки
- Шведский национальный совет по усыновлению
- Шведский национальный совет по вопросам здравоохранения и социального обеспечения
- Шведский национальный совет по Уходу
- Шведский национальный институт социально-психологической медицины
- Шведский национальный институт общественного здравоохранения
- Шведский национальный совет социального страхования
- Главное управление системой социального страхования
- Шведский омбудсмен по делам детей
- Шведский омбудсмен по инвалидности
- Шведская федерация социального страхования
- Шведский совет по трудовой жизни и социальных исследований
- Шведский национальный совет по оценке технологий здравоохранения
- Шведский институт по контролю за инфекционными заболеваниями